# Kobe Bryant
Kobe Bean Bryant [ˈkoʊbi ˈbiːn ˈbɹaɪənt] (* 23. August 1978 in Philadelphia, Pennsylvania; † 26. Januar 2020 in Calabasas, Kalifornien) war ein US-amerikanischer Basketballspieler.
Bryant spielte seine gesamte Profikarriere von 1996 bis 2016 für die Los Angeles Lakers in der NBA und gewann fünf Meisterschaften. Von 1999 bis 2013 wurde er ununterbrochen in das All-NBA Team, die Auswahl der besten Spieler der Saison, gewählt. Im Jahr 2008 wurde er als Most Valuable Player (MVP), als wertvollster Spieler der regulären Saison, ausgezeichnet. Mit insgesamt 33.643 erzielten Punkten steht er in der Liste der erfolgreichsten NBA-Scorer auf dem vierten Platz. Seine 18 All-Star-Nominierungen sind die zweitmeisten in der Geschichte der NBA. 2006 gelangen ihm in einem Spiel gegen die Toronto Raptors 81 Punkte, der zweithöchste Wert, der bisher von einem Spieler erzielt wurde. Bei den Olympischen Sommerspielen 2008 in Peking und 2012 in London gewann Bryant mit der US-amerikanischen Nationalmannschaft jeweils die Goldmedaille. Bryant wird heute als einer der besten Basketballspieler aller Zeiten angesehen.
Für seine Mitarbeit an dem Animationskurzfilm Dear Basketball, für den er das Drehbuch schrieb, erhielt er 2018 einen Oscar in der Kategorie „Bester Animationskurzfilm“ und einen Emmy in der Kategorie „Außergewöhnliches post-produziertes Grafikdesign“. Damit ist er die erste Person, die sowohl einen Oscar als auch eine Olympiamedaille gewonnen hat.
Am 26. Januar 2020 kam Bryant bei einem Helikopterunfall in Calabasas bei Los Angeles ums Leben. Im April 2020 wurde er posthum in die Naismith Memorial Basketball Hall of Fame aufgenommen. Sein Todesjahr war auch das Jahr, in dem er erstmals zur Aufnahme berechtigt war.

## Leben

### Die frühen Jahre
Kobe Bean Bryant wurde als jüngstes von drei Kindern in Philadelphia im US-Bundesstaat Pennsylvania geboren. Er ist der Sohn des ehemaligen Philadelphia-76ers-Spielers Joe „Jellybean“ Bryant und der ehemaligen Los-Angeles-Sparks-Trainerin Pamela Cox. Die Familie zog 1984, als Bryant sechs Jahre alt war, für sieben Jahre nach Italien, da sein Vater Joe seine Karriere in der italienischen Basketballliga fortsetzte. Während der Sommermonate kehrte er immer wieder in die Vereinigten Staaten zurück, um in der Basketball Summer League zu spielen. Bryant gewöhnte sich an den italienischen Lebensstil, war seit dieser Zeit ein großer Fußball-Fan und Anhänger der AC Mailand und sprach fließend Italienisch und Spanisch. Nach einem abschließenden Jahr in Frankreich zog sich sein Vater 1992 als aktiver Basketballspieler zurück und kehrte mit seiner Familie in die Vereinigten Staaten zurück.

### High School
Bryants Basketball-Karriere begann bereits in jungen Jahren, als er auf der Lower Merion High School in Ardmore, einem Vorort von Philadelphia, für die Basketballmannschaft der Schule spielte. In seinem ersten Jahr war Bryant durchschnittlich, doch in den nächsten drei Jahren verhalf er seiner Mannschaft zu 77 Siegen in 90 Spielen, wobei er unter anderem auf allen fünf Positionen eingesetzt wurde. 1995 wurde Bryant zum Most Valuable Player des Adidas ABCD Camps gewählt. Noch während er in der High School war, lud ihn der damalige Coach der 76ers, John Lucas, dazu ein, mit seiner Mannschaft zu trainieren. Seine High-School-Basketballkarriere beendete Bryant als High-School-Spieler mit den meisten Punkten (2.883) in Southeastern Pennsylvania. In dieser Zeit wurde er unter anderem zum Naismith High School Player of the Year, Gatorade Men’s National Basketball Player of the Year, zu einem McDonald’s All-American und zum USA-Today-All-USA-First-Team-Spieler ernannt. Mit seinem SAT von 1080 hätte Bryant die Wahl zwischen verschiedenen Colleges gehabt, meldete sich jedoch im Alter von 17 Jahren direkt für den NBA Draft an.

### Persönliches
Ab 1996 lebte Bryant in Los Angeles, wo er im November 1999 als 21-Jähriger die damals 17-jährige Vanessa Cornejo Ubrieta Laine kennenlernte. Am 18. April 2001 heiratete das Paar in Dana Point, Kalifornien. Bryants Eltern waren gegen die Ehe und sein Vater brach daraufhin die Beziehung zu ihm ab, da er mit der lateinamerikanischen Abstammung der Braut nicht einverstanden war.
Bryants erste Tochter wurde am 19. Januar 2003 geboren. Am 1. Mai 2006 bekam das Paar eine zweite und am 5. Dezember 2016 eine dritte Tochter. Im Jahr 2019 kam das vierte Kind des Paares, erneut ein Mädchen, zur Welt.
Bryant wuchs in einer katholischen Familie auf; auch seine vier Kinder sind katholisch getauft. Er besuchte mit seiner Familie regelmäßig Gottesdienste in der katholischen Kathedrale der Heiligen Familie in Orange, Kalifornien.
Er war der erste Sportler, der sich mit seinen Hand- und Fußabdrücken am Hollywood Boulevard vor dem TCL Chinese Theatre verewigen durfte.

### Vermögen
Kobe Bryant führte 2012 mit 21,4 Millionen Euro Jahresgehalt (27,9 Mio. US-Dollar) die Liste der NBA-Spitzenverdiener an und verdiente in seiner Karriere insgesamt über 323 Millionen US-Dollar. Zudem verdiente er um die 350 Millionen US-Dollar durch Werbe- und Sponsorendeals.
Laut dem Wirtschaftsmagazin Forbes betrug sein Privatvermögen im Jahr 2016 etwa 350 Millionen US-Dollar.

### Tod
Bryant kam am Morgen des 26. Januar 2020 beim Unfall eines gecharterten Hubschraubers des Typs Sikorsky S-76B, zusammen mit seiner zweitältesten Tochter Gianna sowie den sechs weiteren Insassen und dem Piloten, in Calabasas bei Los Angeles ums Leben. Der Helikopter war um 9:06 Uhr Ortszeit vom John Wayne Airport in Bryants Wohnort Santa Ana im Orange County gestartet und auf dem Weg nach Thousand Oaks im Ventura County gewesen, wo ein Basketballturnier im Gang war, bei dem auch das Team von Bryants Tochter spielen sollte. Aufgrund schlechter Wetterbedingungen hatte der Pilot für den Start eine Special-VFR-Clearance erhalten. Gegen 9:45 Uhr Ortszeit flog der Helikopter bei starkem Nebel in gebirgiges Gelände, kollidierte mit einem Hügel und ging in Flammen auf. Der Unfall wurde auf eine Fehleinschätzung des Piloten zurückgeführt (siehe auch Flugunfall bei Calabasas 2020).
Bryant wurde 41, seine Tochter 13 Jahre alt. Mit an Bord waren zwei Teamkameradinnen von Bryants Tochter mit ihren Eltern, darunter der Baseball-Coach eines Community College, John Altobelli, und eine sowohl von Bryant als auch einer Privatschule angestellte Basketballtrainerin.
Am 7. Februar 2020 wurden Kobe Bryant und seine Tochter Gianna auf dem Pacific View Memorial Park in Corona del Mar, einem Stadtteil von Newport Beach im Orange County, beigesetzt.

### Denkmal
Am 26. Januar 2022, zum zweiten Todestag, wurde in Calabasas eine Statue zum Gedenken an die Opfer des Helikopterabsturzes enthüllt. Diese stellt Bryant und seine Tochter Gianna, in Richtung Westen (Sonnenuntergang) gehend, dar. Die Namen der weiteren sieben Unfallopfer sind ebenfalls im Sockel der Statue verewigt. Die Statue wurde von Dan Medina erschaffen und soll temporär dort platziert worden sein. Was danach mit der Statue geschehen soll, ist zurzeit noch unklar.

## Los Angeles Lakers

### NBA Draft 1996
Kobe Bryant wurde im NBA Draft 1996 an 13. Stelle von den Charlotte Hornets ausgewählt und am 1. Juli 1996 im Austausch für Center Vlade Divac an die Los Angeles Lakers weitergegeben, die bereits einen Tag vor dem Draft eine Abmachung mit den Hornets getroffen hatten. Da er damals noch 17 Jahre alt war, mussten seine Eltern seinen ersten NBA-Vertrag mitunterzeichnen.

### Die ersten drei Jahre (1996–1999)
In seiner ersten Saison, der sogenannten Rookie-Saison, kam Bryant meistens von der Bank ins Spiel. Eddie Jones und Nick Van Exel sahen beide mehr Spielzeit als das junge Ausnahmetalent, das zum damaligen Zeitpunkt der jüngste Spieler war, der je an einem NBA-Spiel teilnahm (der Rekord wurde später von Jermaine O’Neal und Andrew Bynum unterboten). Er nahm in seinem ersten Jahr ebenfalls am Slam Dunk Contest teil und wurde im Alter von 18 Jahren zum jüngsten Slam Dunk Champion in der Geschichte der NBA. Aufgrund seiner Leistungen auf dem Spielfeld wurde er in das NBA All-Rookie Second Team gewählt. In den Playoffs verabschiedeten sich die Lakers in der zweiten Runde gegen die Utah Jazz in einem von Bryants unrühmlichsten Momenten auf einem Basketballfeld. Er warf drei Airballs in den entscheidenden Momenten des letzten Spiels der Serie, einen potenziell spielentscheidenden Wurf im vierten Viertel und zwei Dreipunktewürfe in der letzten Minute der Verlängerung. Shaquille O’Neal sagte Jahre später dazu, dass Bryant der einzige Spieler war, der überhaupt den Mumm hatte, diese Würfe zu nehmen („Bryant was the only guy who had the guts at the time to take shots like that“).

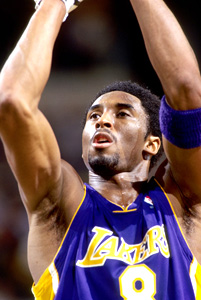
Bryant während der NBA-Saison 1999/00

In seiner zweiten Saison bekam Bryant immer mehr Spielzeit und konnte dadurch u. a. seinen Punkteschnitt von 7,6 auf 15,4 Punkte pro Spiel erhöhen. Er wurde zum jüngsten NBA All-Star Game Starter in der Geschichte der NBA und am Ende der Saison kam er auf Platz zwei der Wahl zum NBA Most Improved Player. In der folgenden Saison schaffte Bryant seinen endgültigen Durchbruch als einer der besten Guards der Liga. Die Lakers trennten sich von Eddie Jones und Nick Van Exel und schafften mehr Spielzeit für Bryant, der in der Lockout-verkürzten Saison 1998–1999 in allen 50 Spielen der Lakers in der Startaufstellung stand. Während der Saison unterzeichnete er eine Vertragsverlängerung über sechs Jahre im Gesamtwert von 70 Millionen US-Dollar. Schon nach dieser kurzen Zeit verglichen ihn viele Journalisten bereits mit Superstars wie Michael Jordan und Magic Johnson. In den Playoffs gab es jedoch weiterhin keine Steigerung und man musste sich in der zweiten Runde nach vier Spielen den San Antonio Spurs geschlagen geben.

### Three-Peat (1999–2002)
1999 wurde Phil Jackson zum neuen Head Coach der Lakers ernannt. Nach drei Spielzeiten in der NBA und der stetigen Verbesserung in Bryants Spiel war dieser als einer der besten Shooting Guards der Liga etabliert. Er wurde in diesem Zeitraum in das All-NBA, All-Star und All-Defensive Team gewählt, und die Center-Guard Kombination von Shaquille O’Neal und Kobe Bryant machte die Lakers Jahr für Jahr zu einem der Meisterschaftsanwärter. Jackson brachte seinem Team die so genannte „Triangle offense“ bei, die schon zu sechs Titeln mit den Chicago Bulls geführt hatte.
Während der Preseason der NBA-Saison 1999/2000 verletzte sich Bryant an der Hand und die Lakers mussten die ersten sechs Wochen der regulären Saison auf ihn verzichten. Nach seiner Rückkehr stand er im Durchschnitt über 38 Minuten pro Partie auf dem Spielfeld und führte das Team in Assists und Steals pro Spiel an. Die Lakers erzielten in dieser Saison 67 Siege und hatten damit die fünftbeste Quote in der bisherigen Geschichte der NBA. Am Ende der Saison wurde O’Neal zum MVP der regulären Saison gewählt, während Bryant in das All-NBA Second Team und als jüngster Spieler in der Geschichte der NBA in das All-NBA Defensive Team gewählt wurde. In den Finalspielen standen die Lakers den Indiana Pacers gegenüber und holten nach sechs Spielen ihre erste NBA-Meisterschaft seit 1988. In der NBA-Saison 2000/01 blieben Bryants Statistiken größtenteils gleich, allerdings steigerte er sich um sechs Punkte auf durchschnittlich 28,5 Punkte pro Partie. Man hörte erstmals von Konfrontationen und Schwierigkeiten zwischen O’Neal und Bryant, doch die Lakers konnten dennoch 56 Siege einfahren. In einer der besten Playoff-Serien, die es jemals in der NBA gab, gewannen die Lakers auf ihrem Weg zur Titelverteidigung 15 von 16 Spielen. Während der Playoffs konnte Bryant 29,4 Punkte, 7,3 Rebounds und 6,1 Assists pro Spiel für seine Mannschaft verzeichnen. Zum zweiten Mal in Folge wurde er in das All-NBA Second Team und All-NBA Defensive Team und im dritten Jahr in Folge in das All-Star Game gewählt.
In der folgenden Spielzeit nahm Bryant erstmals an 80 Spielen seiner Mannschaft teil, schaffte es im Schnitt auf 25,2 Punkte, 5,5 Rebounds und 5,5 Assists pro Partie und seine Trefferquote war mit 46,9 % höher denn je. Er wurde erneut in das NBA All-Star und das All-NBA Defensive Team gewählt, doch dieses Jahr zum ersten Mal auch in das All-NBA First Team. Die Lakers konnten in dieser Saison 58 Siege einfahren, doch in den Playoffs gab es in diesem Jahr einige Stolpersteine zu beseitigen. Sie setzten sich in den ersten beiden Runden in jeweils fünf Spielen gegen die Portland Trail Blazers und die Spurs durch, hatten in den Western Conference Finals aber keinen Heimvorteil gegen die Sacramento Kings. Diese Serie erstreckte sich über sieben spannende Spiele und die Lakers konnten sich letztendlich durchsetzen. In den NBA Finals 2002, die die Lakers gegen die New Jersey Nets mit 4:0 gewannen, hatte Bryant einen Schnitt von 26,8 Punkten, 5,8 Rebounds und 5,3 Assists bei einer Trefferquote von 51,4 % aus dem Feld. Im Alter von 23 Jahren war er der jüngste Spieler, der je drei Meisterschaften gewinnen konnte. In diesem Jahr wurde er besonders für seine Leistungen in den entscheidenden Momenten der Playoff-Spiele gelobt und als sogenannter „Clutch“-Spieler anerkannt: ein Spieler, der am Ende einer Partie weiß, was zu tun ist, um den Sieg einfahren zu können.

### Das Ende einer Ära (2002–2004)
In der Saison 2002/03 verzeichnete Bryant im Schnitt 30,0 Punkte, 6,9 Rebounds, 5,9 Assists und 2,2 Steals pro Partie – alles damalige Karrierebestleistungen. Außerdem konnte er in neun aufeinanderfolgenden Spielen 40 Punkte oder mehr erzielen. In 14 Spielen im Februar 2003 erzielte Kobe 40,6 Punkte pro Spiel. 16 Spiele in Folge erzielte Bryant mindestens 30 Punkte (29. Januar – 28. Februar 2003), was ebenfalls eine neue Bestmarke bedeutete. Dank seiner Leistungen wurde er in das All-NBA und in das All-Defensive First Team gewählt und landete auf Platz drei bei der Wahl zum MVP der regulären Saison. Die Lakers gewannen in dieser Saison 50 Spiele, verloren aber in der zweiten Runde der Playoffs nach sechs Spielen gegen die San Antonio Spurs. Vor der folgenden Saison, 2003/04, verstärkte sich das Team mit den NBA-All-Stars Karl Malone und Gary Payton. Die beiden Neuzugänge sollten dafür sorgen, dass die Mannschaft nicht so früh aus den Playoffs ausschied wie in der Saison zuvor. Ebenfalls vor Saisonbeginn wurde Bryant ein sexueller Übergriff vorgeworfen, was dazu führte, dass er während der Saison aufgrund von Gerichtsterminen einige Spiele verpasste. Mit vier künftigen Hall-of-Fame-Spielern in ihren Reihen erreichten die Lakers die NBA Finals, in denen sie sich jedoch bereits nach fünf Spielen den Detroit Pistons geschlagen geben mussten.
Nach der Saison wurde Phil Jacksons Vertrag nicht erneuert, und die Lakers gaben Shaquille O’Neal im Austausch für Lamar Odom, Caron Butler und Brian Grant an die Miami Heat ab. Am folgenden Tag verlängerte Bryant seinen Vertrag um sieben Jahre.

### Playoff-Enttäuschungen (2004–2007)

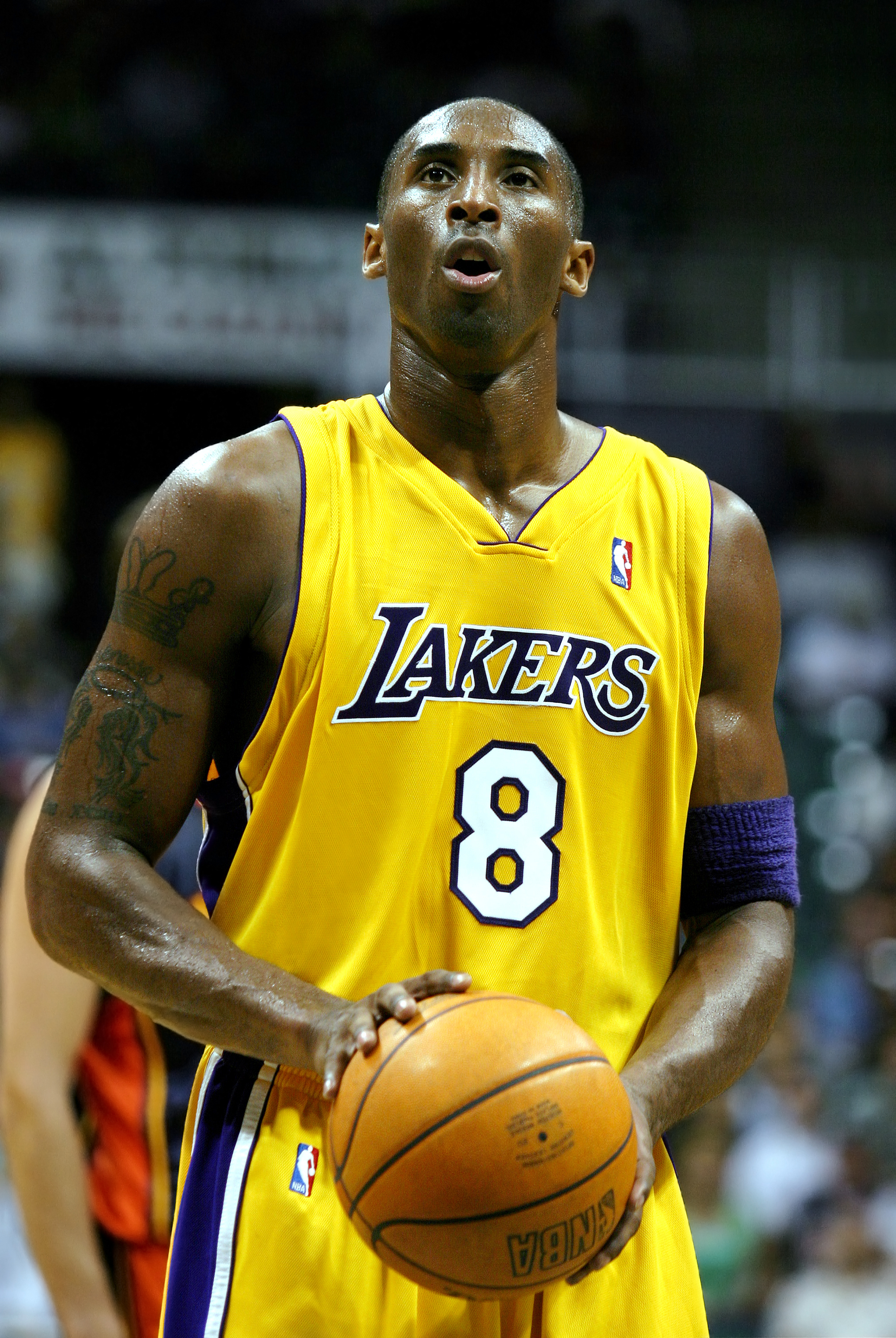
Bei einem Freiwurf vor der Saison 2006/07, noch mit der Nummer 8

Bryants Image wurde aufgrund der Ereignisse des Vorjahres sehr mitgenommen. Die Anschuldigung wegen sexuellen Missbrauchs, der Weggang von Shaquille O’Neal und ebenso der Weggang von Phil Jackson ruinierten den Ruf des Shooting Guard der Lakers. Jackson ging so weit, ein Buch zu verfassen, „The Last Season: A team in search of its soul“, in dem er Details über die Lakers in der NBA-Saison 2003/04 niederschrieb und Kobe Bryant dabei unter anderem als uncoachbar bezeichnete. Jacksons Nachfolger als Coach, Rudy Tomjanovich, verließ die Lakers aus gesundheitlichen Gründen mitten in der neuen Saison 2004/05, und sein Assistenzcoach Frank Hamblem übernahm die Führung der Lakers. Obwohl Bryant die zweitbeste Punkteausbeute aller NBA-Spieler hatte, reichte es für die Lakers nicht für den Einzug in die Playoffs. Bryant wurde nicht in das NBA All-Defensive Team gewählt und erreichte in diesem Jahr „nur“ das All-NBA Third Team.
Die NBA-Saison 2005/06 rückte Bryant langsam wieder zurück in das rechte Licht. Trotz Differenzen mit Bryant entschied sich Phil Jackson dazu, erneut das Amt als Coach der Lakers anzutreten. Bryant stand voll und ganz hinter der Wiedereinstellung von Jackson. Am 20. Dezember 2005 erzielte Bryant in einem Spiel gegen die Dallas Mavericks in den ersten drei Vierteln 62 Punkte. Vor dem vierten Viertel hatte Bryant 62 Punkte und das gesamte Team der Mavericks 61. Bryant hatte damit eine bis dahin nie vollbrachte Leistung erbracht und betrat im vierten Viertel gar nicht mehr das Spielfeld. Normalerweise wurde Bryant dafür kritisiert, dass er zu egoistisch spielen würde, doch nach diesem Spiel prangerten diverse Journalisten an, dass er sich die Chance auf eine einmalige Leistung hatte entgehen lassen, indem er im letzten Viertel gänzlich aussetzte. Am 16. Januar 2006, vor einem Spiel zwischen den Miami Heat und den Los Angeles Lakers, machten Shaquille O’Neal und Kobe Bryant Schlagzeilen, indem sie sich die Hände schüttelten, sich kurz umarmten und somit scheinbar ihre langjährige Fehde begruben. Sechs Tage später erzielte Bryant bei einem Sieg über die Toronto Raptors unglaubliche 81 Punkte. Damit brach er nicht nur den mannschaftsinternen Rekord von 71 Punkten, den Elgin Baylor aufgestellt hatte, sondern er erzielte die zweithöchste Punktzahl in einem NBA-Spiel überhaupt. Nur Wilt Chamberlain konnte in der Saison 1961/62 mit 100 Punkten noch mehr Punkte für sich verbuchen. Bryants Punkteschnitt im Januar 2006 betrug 43,4 Punkte. Am Ende der Saison hatte er zwei weitere Rekorde der Lakers gebrochen: die meisten Punkte (2.832) und die meisten 40-Punkte-Spiele (27) in einer Saison. Mit seinen 35,4 Punkten pro Partie im Schnitt führte er die Lakers zu 45 Siegen und wurde zum Top-Scorer der laufenden Saison, aber nur Vierter bei der Wahl zum MVP der regulären Saison. In der ersten Runde der Playoffs verloren die Lakers trotz einer 3:1-Führung gegen die Phoenix Suns um deren Anführer Steve Nash, der der MVP der regulären Saison geworden war, noch mit 3:4.
Nach der Saison unterzog sich Bryant einer Operation am Knie und musste deswegen bei der Basketball-Weltmeisterschaft 2006 aussetzen. Er gab bekannt, dass er mit Beginn der kommenden Saison seine Trikotnummer von 8 auf 24 ändern würde. Bereits in der High School hatte er die Nummer 24 getragen, bevor er zur 33 wechselte. Da beide Nummern zu Beginn seiner NBA-Karriere bei den Los Angeles Lakers nicht verfügbar waren, nahm er seine Trikotnummer 143 aus dem Adidas ABCD Camp, addierte die drei Ziffern und kam so zur Trikotnummer 8.
Die NBA-Saison 2006/07 brachte Bryant seine neunte Wahl zum All-Star Game ein, und seine 31 Punkte, sechs Assists und sechs Steals machten ihn zum NBA All-Star Game MVP. Am 16. März 2007 erzielte er seine Saison-Bestleistung von 65 Punkten in einem Sieg über die Portland Trail Blazers, der gleichzeitig auch die achte Niederlage der Lakers in Folge verhinderte. Im folgenden Spiel erzielte Bryant 50 Punkte gegen die Minnesota Timberwolves und im darauffolgenden Spiel 60 Punkte gegen die Memphis Grizzlies. Nach Elgin Baylor wurde er zum zweiten Spieler der Lakers, dem es gelang, drei Spiele in Folge mindestens 50 Punkte zu erzielen, und er war der Erste seit Michael Jordan 1987, dem dieses Kunststück gelang. Im folgenden Spiel gegen die New Orleans Hornets erzielte er genau 50 Punkte und wurde somit zum einzigen Spieler neben Wilt Chamberlain, der vier 50-Punkte-Spiele in Folge für sich verbuchen konnte. Am Ende der Saison hatte er zehn 50-Punkte-Spiele – ein weiteres Kunststück, das bisher nur Chamberlain und Bryant in einer Saison gelang. Bryant war erneut der Top-Scorer der Saison. In den Playoffs scheiterten die Lakers jedoch ein weiteres Mal in der ersten Runde an den Phoenix Suns, diesmal bereits nach fünf Spielen.

### MVP (2007–2008)
In der Saison 2007/08, am 23. Dezember 2007, wurde Bryant mit 29 Jahren und 122 Tagen der jüngste Spieler in der Geschichte der NBA, der 20.000 Punkte in seiner NBA-Karriere erzielen konnte. Trotz einer ernsthaften Verletzung seines kleinen Fingers an seiner Wurfhand nahm er an allen 82 Spielen der Lakers teil und führte sie zu 57 Siegen – der Bestwert in der Western Conference in dieser Saison. Dank der guten Mannschaftsleistung und seinen individuellen Leistungen auf dem Spielfeld wurde Bryant erstmals zum MVP der regulären Saison gewählt. In den Playoffs setzten sich die Lakers auf ihrem Weg in die NBA Finals gegen die Denver Nuggets, die Utah Jazz und die San Antonio Spurs durch. In den Finals mussten sie sich jedoch nach sechs Spielen den Boston Celtics rund um Paul Pierce, Kevin Garnett und Ray Allen geschlagen geben.
|                          | Saison | Playoffs |
| ------------------------ | ------ | -------- |
| Punkte pro Spiel         | 25,0   | 25,6     |
| Rebounds pro Spiel       | 5,2    | 5,1      |
| Assists pro Spiel        | 4,7    | 4,7      |
| Blocks pro Spiel         | 0,5    | 0,7      |
| Steals pro Spiel         | 1,4    | 1,4      |
| Trefferquote             | 44,7 % | 44,8 %   |
| Trefferquote (3-Punkte)  | 33,0 % | 33,1 %   |
| Trefferquote (Freiwürfe) | 83,7 % | 81,6 %   |

### Repeat (2008–2010)

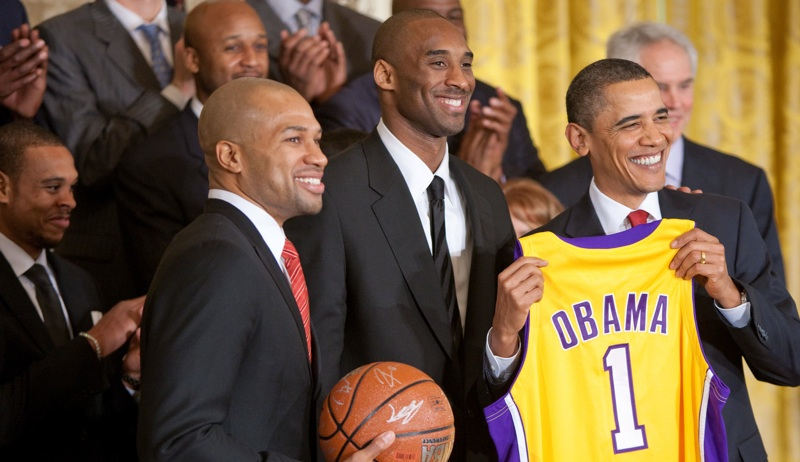
Derek Fisher und Bryant mit US-Präsident Barack Obama während eines Besuchs im Weißen Haus nach dem Gewinn der Meisterschaft 2009

Die NBA-Saison 2008/09 begann mit elf Siegen für die Lakers. Nach 19 Spielen und 17 Siegen hatten sie den besten Saisonstart in der Geschichte der Mannschaft eingestellt. Am 2. Februar 2009 erzielte Bryant 61 Punkte in einem Spiel gegen die New York Knicks und stellte damit den Rekord für die meisten Punkte eines Spielers im Madison Square Garden auf. Er wurde außerdem zum elften Mal in Folge in die Startaufstellung des NBA All-Star Games gewählt und war zusammen mit Shaquille O’Neal Co-MVP des Spiels. Am Ende der Saison hatten die Lakers 65 Siege und Bryant landete hinter LeBron James auf Platz 2 der Wahl zum MVP der regulären Saison. Er wurde zum siebten Mal in seiner Karriere in das All-NBA und das All-Defensive First Team gewählt. Nachdem sich die Lakers gegen die Utah Jazz, die Houston Rockets und die Denver Nuggets durchgesetzt hatten, standen sie erneut in den NBA Finals. Diesmal konnten sie sich nach fünf Spielen gegen die Orlando Magic behaupten und Bryant konnte sich seine vierte NBA-Meisterschaft sowie seine erste NBA-Finals-MVP-Auszeichnung sichern.
In der folgenden Saison 2009/10 wurde Bryant zum jüngsten Spieler in der Geschichte der NBA, dem es gelang 25.000 Punkte in seiner NBA-Karriere zu erzielen. Am 2. April 2010 verlängerte er seinen Vertrag bei den Lakers um weitere drei Jahre für 87 Millionen US-Dollar Gesamtgehalt. In den Playoffs setzte sich seine Mannschaft in sechs Spielen gegen die Oklahoma City Thunder, in vier Spielen gegen die Utah Jazz und in weiteren sechs Spielen gegen die Phoenix Suns durch. In den NBA Finals standen die Lakers den Boston Celtics gegenüber, dem NBA-Meister von 2008. In sieben spannenden Spielen konnten die Lakers sich behaupten und ihre zweite Meisterschaft in Folge erringen. Bryant wurde somit zum fünften Mal Meister und zum zweiten Mal in Folge der MVP der NBA Finals. Er nannte diese Meisterschaft „die befriedigendste seiner bisherigen fünf Meisterschaften“.

### Die Jahre nach der Meisterschaft (2010–2013)

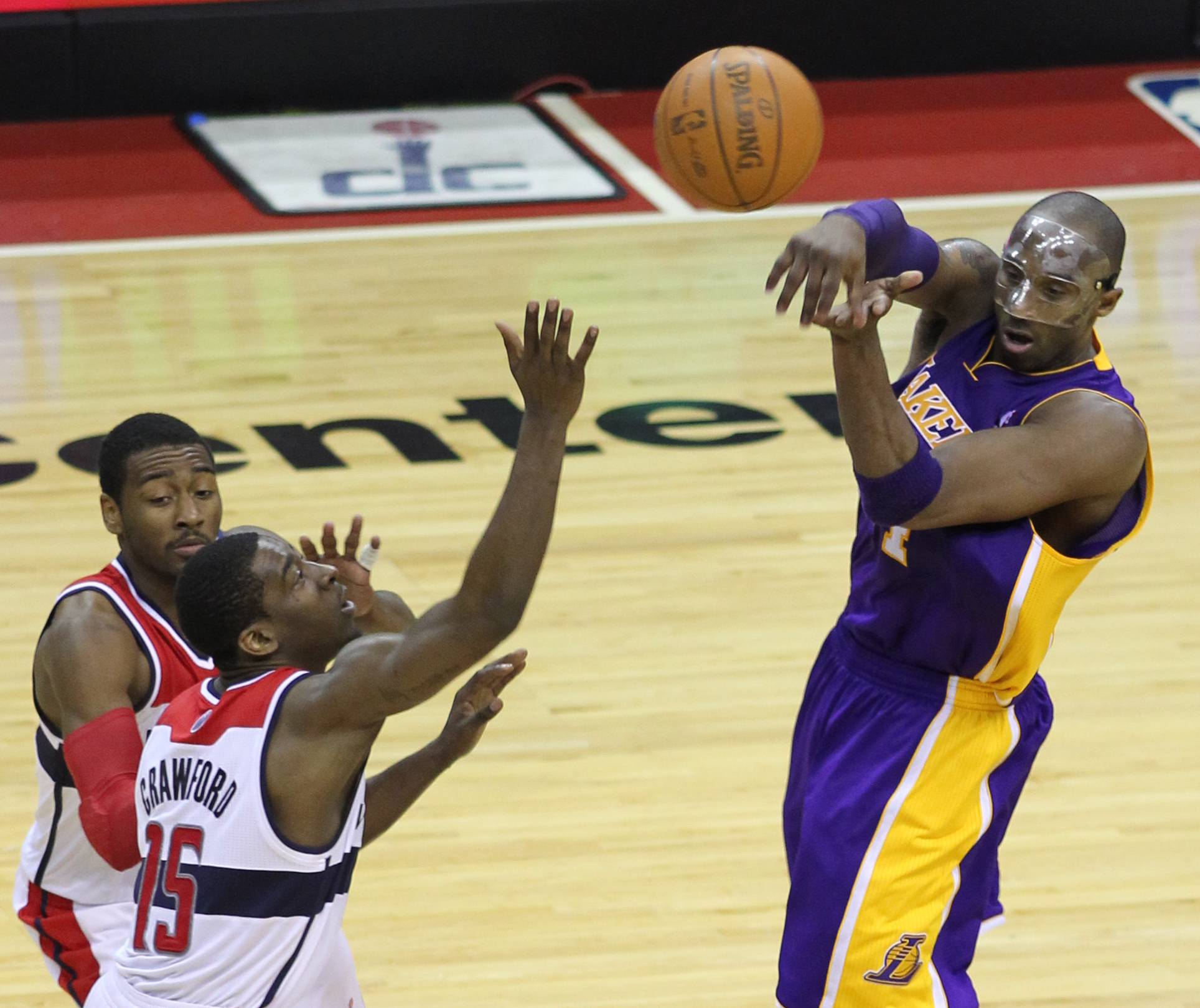
Bryant mit Gesichtsmaske im März 2012

Die Lakers starteten in die neue NBA-Saison mit acht Siegen in ihren ersten acht Spielen. Bryant wurde zu seinem 13. NBA All-Star Game in Folge gewählt, wo er zum vierten Mal zum All-Star Game MVP gewählt wurde. Am 30. Januar 2011 erzielte er den 27.000 Punkt seiner NBA-Karriere und zwei Tage später wurde er zu einem von sieben Spielern in der Geschichte der NBA, die 25.000 Punkte, 5.000 Rebounds und 5.000 Assists in ihrer Karriere für sich verbuchen konnten. Am 8. März 2011 überholte Bryant dank 26 Punkten in einem Spiel gegen die Atlanta Hawks Moses Malone in der ewigen NBA-Scorer-Liste und belegt nun Platz 6. Nach dem Rücktritt von Shaquille O’Neal war er der am höchsten platzierte aktive Spieler. Am 1. Januar 2012 erzielte er in einem Spiel gegen die Denver Nuggets den 28.000 Punkt seiner NBA-Karriere bei einem Freiwurf. Somit ist er mit 33 Jahren und 132 Tagen der jüngste Spieler, der diese Marke je erreicht hat. Bis zu diesem Zeitpunkt war das Wilt Chamberlain mit 34 Jahren und 363 Tagen. Am 7. Februar 2012 überholte Bryant mit 28 Punkten in einem Spiel gegen die Philadelphia 76ers Shaquille O’Neal in der ewigen NBA-Scorer-Liste und belegt nun Platz 5. Im All-Star-Spiel 2012 wurde er dank 27 Punkten alleiniger Rekordhalter für Karrierepunkte in All-Star-Spielen. Am 5. Dezember 2012 erreichte Bryant in einem Spiel gegen die New Orleans Hornets den 30.000. Punkt seiner NBA-Karriere und ist mit 34 Jahren und 104 Tagen der jüngste Spieler, der diese Marke je erreicht hat. Bis zu diesem Zeitpunkt war Wilt Chamberlain mit 35 Jahren und 179 Tagen der jüngste Spieler. Nach Kareem Abdul-Jabbar, Karl Malone, Michael Jordan und Wilt Chamberlain ist er der fünfte Spieler, der diesem Elite-Club beigetreten ist. Zwischen dem 7. und 26. Dezember 2012 beendete er jedes Spiel mit mindestens 30 Punkten (35, 34, 42, 31, 30, 34, 30, 34, 34, 40 Punkte). Nur zwei anderen gelang so etwas nach dem 34. Geburtstag: Kareem Abdul-Jabbar (5 Spiele, 1981/82) und Michael Jordan (5 Spiele, 1997/98). Am 28. Dezember 2012 riss diese Serie, als er 27 Punkte gegen die Portland Trail Blazers erzielte. Allerdings hatte er nur in den ersten drei Vierteln gespielt. Am 30. März 2013 überholte Bryant dank 19 Punkten in einem Spiel gegen die Sacramento Kings Wilt Chamberlain in der ewigen NBA-Scorer-Liste und belegte Platz 4.

### Wiederkehrende Verletzungen und Karriereende (2013–2016)
Am 12. April 2013 zog sich Bryant eine Achillessehnenruptur zu, woraufhin er acht Monate, bis zum 8. Dezember, aussetzen musste. Nachdem er sechs Spiele absolviert hatte, zog er sich einen Bruch des seitlichen Schienbeinkopfs im linken Knie zu, wodurch er für die restliche Saison ausfiel. Die Lakers spielten die schlechteste Saison ihrer Vereinsgeschichte und verpassten die Playoffs deutlich. Zur NBA-Saison 2014/15 kehrte Bryant für seine 19. NBA-Saison zurück, womit er mit John Stockton gleichzog, der ebenfalls 19 Saisons für dieselbe Mannschaft spielte. Am 14. Dezember 2014 überholte er Michael Jordan in der ewigen NBA-Punkteliste und platzierte sich damit hinter Kareem Abdul-Jabbar und Karl Malone auf dem dritten Platz. Er selbst wurde erst nach seinem Rücktritt und nur wenige Wochen vor seinem Tod von LeBron James, dem jetzigen Rekordkorbschützen, überholt.
Ein weiteres Mal verletzte er sich am 21. Januar 2015, im Spiel gegen die New Orleans Pelicans, als er sich bei einem Dunk-Versuch eine Rotatorenmanschettenruptur in der rechten Schulter zuzog. Er musste sich erneut einer Operation unterziehen und fiel für die gesamte Saison aus. Bryant hatte bis dato nur 35 Spiele der Saison für die Lakers absolviert. 2015 wurde er in das All-Star Game berufen. Jedoch konnte er, wie im Jahr zuvor, aufgrund seiner Verletzung nicht am Spiel teilnehmen. Im November 2015 kündigte Bryant an, dass er am Ende der Saison seine Laufbahn beenden werde. Er wurde von den Fans als Starter für das All-Star Game 2016 nominiert, womit er sich seine 18. Teilnahme sicherte. Am 13. April 2016 führte Bryant die Lakers in seinem letzten Spiel mit einem persönlichen Saisonbestwert von 60 Punkten zu einem 101:96-Sieg gegen die Utah Jazz. Das war zudem Punkterekord in der Saison 2015/16. Bryant ist nun der älteste Spieler, der je die 60-Punkte-Marke knacken konnte. In seinem letzten NBA-Jahr erzielte er 17,6 Punkte im Schnitt. Die Lakers schlossen die Saison als zweitschlechtestes Team der Saison ab.

## NBA-Statistiken

### Regular Season
| Saison   | Team               | GP    | GS    | MPG  | FG % | 3P % | FT % | RPG | APG | SPG | BPG | PPG  |
| -------- | ------------------ | ----- | ----- | ---- | ---- | ---- | ---- | --- | --- | --- | --- | ---- |
| 1996–97  | Los Angeles Lakers | 71    | 6     | 15.5 | .417 | .375 | .819 | 1,9 | 1.3 | .7  | .3  | 7.6  |
| 1997–98  | Los Angeles Lakers | 79    | 1     | 26.0 | .428 | .341 | .794 | 3.1 | 2.5 | .9  | .5  | 15.4 |
| 1998–99  | Los Angeles Lakers | 50    | 50    | 37.9 | .465 | .267 | .839 | 5.3 | 3.8 | 1.4 | 1.0 | 19.9 |
| 1999–00  | Los Angeles Lakers | 66    | 62    | 38.2 | .468 | .319 | .821 | 6.3 | 4.9 | 1.6 | .9  | 22.5 |
| 2000–01  | Los Angeles Lakers | 68    | 68    | 40.9 | .464 | .305 | .853 | 5.9 | 5.0 | 1.7 | .6  | 28.5 |
| 2001–02  | Los Angeles Lakers | 80    | 80    | 38.3 | .469 | .250 | .829 | 5.5 | 5.5 | 1.5 | .4  | 25.2 |
| 2002–03  | Los Angeles Lakers | 82    | 82    | 41.5 | .451 | .383 | .843 | 6.9 | 5.9 | 2.2 | .8  | 30.0 |
| 2003–04  | Los Angeles Lakers | 65    | 64    | 37.6 | .438 | .327 | .852 | 5.5 | 5.1 | 1.7 | .4  | 24.0 |
| 2004–05  | Los Angeles Lakers | 66    | 66    | 40.7 | .433 | .339 | .816 | 5.9 | 6.0 | 1.3 | .8  | 27.6 |
| 2005–06  | Los Angeles Lakers | 80    | 80    | 41.0 | .450 | .347 | .850 | 5.3 | 4.5 | 1.8 | .4  | 35.4 |
| 2006–07  | Los Angeles Lakers | 77    | 77    | 40.8 | .463 | .344 | .868 | 5.7 | 5.4 | 1.4 | .5  | 31.4 |
| 2007–08  | Los Angeles Lakers | 82    | 82    | 38.9 | .459 | .361 | .840 | 6.3 | 5.4 | 1.8 | .5  | 28.3 |
| 2008–09  | Los Angeles Lakers | 82    | 82    | 36.1 | .467 | .351 | .856 | 5.2 | 4.9 | 1.5 | .5  | 26.8 |
| 2009–10  | Los Angeles Lakers | 73    | 73    | 38.8 | .456 | .329 | .811 | 5.4 | 5.0 | 1.5 | .3  | 27.0 |
| 2010–11  | Los Angeles Lakers | 82    | 82    | 33.9 | .451 | .323 | .828 | 5.1 | 4.7 | 1.2 | .1  | 25.3 |
| 2011–12  | Los Angeles Lakers | 58    | 58    | 38.5 | .430 | .303 | .845 | 5.4 | 4.6 | 1.2 | .3  | 27.9 |
| 2012–13  | Los Angeles Lakers | 78    | 78    | 38.6 | .463 | .324 | .839 | 5.6 | 6.0 | 1.4 | .3  | 27.3 |
| 2013–14  | Los Angeles Lakers | 6     | 6     | 29.5 | .425 | .188 | .857 | 4.3 | 6.3 | 1.2 | .2  | 13.8 |
| 2014–15  | Los Angeles Lakers | 35    | 35    | 34.5 | .373 | .293 | .813 | 5.7 | 5.6 | 1.3 | .9  | 22.3 |
| 2015–16  | Los Angeles Lakers | 66    | 66    | 28.2 | .358 | .285 | .826 | 3.7 | 2.8 | .9  | .2  | 17.6 |
| Gesamt   | Gesamt             | 1.346 | 1.198 | 36.1 | .447 | .329 | .837 | 5.2 | 4.7 | 1.4 | .5  | 25.0 |
| All-Star | All-Star           | 15    | 15    | 27.6 | .500 | .324 | .789 | 5.0 | 4.7 | 2.5 | .4  | 19.3 |

(Quelle:)

### Playoffs
| Saison  | Team               | GP  | GS  | MPG  | FG % | 3P % | FT % | RPG | APG | SPG | BPG | PPG  |
| ------- | ------------------ | --- | --- | ---- | ---- | ---- | ---- | --- | --- | --- | --- | ---- |
| 1996–97 | Los Angeles Lakers | 9   | 0   | 14.8 | .382 | .261 | .867 | 1.2 | 1.2 | .3  | .2  | 8.2  |
| 1997–98 | Los Angeles Lakers | 11  | 0   | 20.0 | .408 | .214 | .689 | 1.9 | 1.5 | .3  | .7  | 8.7  |
| 1998–99 | Los Angeles Lakers | 8   | 8   | 39.4 | .430 | .348 | .800 | 6.9 | 4.6 | 1.9 | 1.3 | 19.8 |
| 1999–00 | Los Angeles Lakers | 22  | 22  | 39.0 | .442 | .344 | .754 | 4.5 | 4.4 | 1.5 | 1.5 | 21.1 |
| 2000–01 | Los Angeles Lakers | 16  | 16  | 43.4 | .469 | .324 | .821 | 7.3 | 6.1 | 1.6 | .8  | 29.4 |
| 2001–02 | Los Angeles Lakers | 19  | 19  | 43.8 | .434 | .379 | .759 | 5.8 | 4.6 | 1.4 | .9  | 26.6 |
| 2002–03 | Los Angeles Lakers | 12  | 12  | 44.3 | .432 | .403 | .827 | 5.1 | 5.2 | 1.2 | .1  | 32.1 |
| 2003–04 | Los Angeles Lakers | 22  | 22  | 44.2 | .413 | .247 | .813 | 4.7 | 5.5 | 1.9 | .3  | 24.5 |
| 2005–06 | Los Angeles Lakers | 7   | 7   | 44.9 | .497 | .400 | .771 | 6.3 | 5.1 | 1.1 | .4  | 27.9 |
| 2006–07 | Los Angeles Lakers | 5   | 5   | 43.0 | .462 | .357 | .919 | 5.2 | 4.4 | 1.0 | .4  | 32.8 |
| 2007–08 | Los Angeles Lakers | 21  | 21  | 41.1 | .479 | .302 | .809 | 5.7 | 5.6 | 1.7 | .9  | 30.1 |
| 2008–09 | Los Angeles Lakers | 23  | 23  | 40.8 | .457 | .349 | .883 | 5.3 | 5.5 | 1.7 | .9  | 30.2 |
| 2009–10 | Los Angeles Lakers | 23  | 23  | 40.1 | .458 | .374 | .842 | 6.0 | 5.5 | 1.3 | .7  | 29.2 |
| 2010–11 | Los Angeles Lakers | 10  | 10  | 35.4 | .446 | .293 | .820 | 3.4 | 3.3 | 1.6 | .3  | 22.8 |
| 2011–12 | Los Angeles Lakers | 12  | 12  | 39.7 | .439 | .283 | .832 | 4.8 | 4.3 | 1.3 | .2  | 30.0 |
| Gesamt  | Gesamt             | 220 | 200 | 39.3 | .448 | .331 | .816 | 5.1 | 4.7 | 1.4 | .6  | 25.6 |

(Quelle:)

## Auszeichnungen und Rekorde

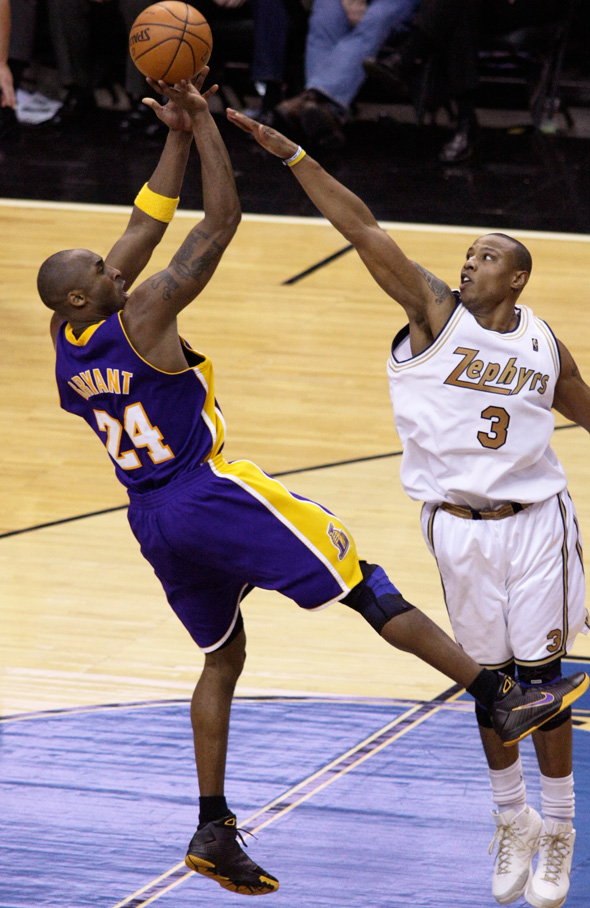
Bryant bei einem Fadeaway

### NBA-Auszeichnungen
- Fünfmaliger NBA-Champion: 2000–2002, 2009, 2010
- NBA MVP (wertvollster Spieler der Liga): 2008 vor Chris Paul[47]
- NBA Finals MVP: 2009, 2010
- Fünfzehnmalige Berufung ins All-NBA-Team:
  - First Team: 2002–2004, 2006–2013
  - Second Team: 2000, 2001
  - Third Team: 1999, 2005
- Zwölfmalige Berufung ins All-Defensive-Team:
  - First Team: 2000, 2003, 2004, 2006–2011
  - Second Team: 2001, 2002, 2012
- 18-maliger NBA All-Star: 1998–2016 (Ausnahme 1999: es fand durch den ligaweiten Lockout kein All-Star Game statt, 2014 und 2015 nahm er aufgrund von Verletzungen nicht am All-Star Game teil)
- Viermaliger NBA All-Star Game MVP: 2002, 2007, 2009, 2011
- Zweimaliger NBA Scoring Champion: 2006 (35.4), 2007 (31.6)
- Meiste Punkte in einer Saison: 2006 (2832), 2003 (2461), 2007 (2430)
- Meiste Punkte pro Spiel in einer Saison: 2005–2006 (35,4)
- Meiste Punkte pro Spiel in den Playoffs: 2006–2007 (32,8)
- NBA All-Rookie Second Team: 1997
- NBA All-Star Slam Dunk Champion: 1997

### Rekorde
- Zweithöchste Punktzahl während eines Spiels in der Geschichte der NBA: 81 Punkte gegen die Toronto Raptors in der Saison 2005/06 (Platz 1 belegt Wilt Chamberlain mit 100 erzielten Punkten im Spiel Philadelphia gegen die New York Knicks am 2. März 1962)
- Der Durchschnitt von 35,4 Punkten pro Spiel in der Saison 2005/06 ist der neunthöchste in der Geschichte der NBA (die Top 8 bilden Wilt Chamberlain, Elgin Baylor, Michael Jordan und Rick Barry)
- „40+“-Punkte-Spiele (in der regulären Saison): 100
- „50+“-Punkte-Spiele (in der regulären Saison): 22
- Triple-Doubles (Karriere): 19
- Meiste gespielte Spiele am Christmas Day (25. Dezember): 16
- Meiste erzielte Punkte bei Spielen am Christmas Day: 395
- Zweithöchste Gesamtpunktzahl bei All-Star-Spielen: 290[48] (Stand: 7. Mai 2021)

### 81-Punkte-Spiel
Am 22. Januar 2006 erreichte Bryant in einem Spiel gegen die Toronto Raptors mit 81 Punkten die zweithöchste jemals in der NBA erreichte Punktzahl (nach den 100 Punkten von Wilt Chamberlain). Das ist die höchste Punktzahl, die seit Einführung der 3-Punkte-Linie erreicht wurde. Bryants eigene Mitspieler baten ihn nach dem Spiel, die Box Scores (ausgedruckte Spielstatistiken) zu unterschreiben.
Kurze Zeit vorher hatte er gegen die Dallas Mavericks in drei Vierteln 62 Punkte erzielt, bevor er freiwillig aus dem Spiel ging, da es zu diesem Zeitpunkt bereits entschieden war (die Lakers hatten 95 Punkte, Dallas nur 61). Am 3. Februar 2009 erzielte Bryant in einem Auswärtsspiel gegen die New York Knicks mit 61 Punkten einen neuen Stadionrekord im Madison Square Garden, der bis zum 24. Januar 2014 – Carmelo Anthony erzielte 62 Punkte – Bestand hatte.

## Kontroversen

### Vergewaltigungsvorwurf
Am 17. Juli 2003 bezichtigte eine 19-jährige Hotelangestellte Bryant der Vergewaltigung. Er bestritt dies, gab aber zu, Ehebruch begangen zu haben. Das Gerichtsverfahren begann am 9. Oktober 2003 in Eagle (Colorado). Am 1. September 2004 wurde es eingestellt, da die Frau die Aussage verweigerte. Bryant entschuldigte sich und erklärte, nun zu verstehen, dass sie „diesen Vorfall anders gesehen“ habe. Ein Zivilprozess endete mit einer außergerichtlichen Einigung.
Bryants Image nahm durch den Prozess Schaden, zahlreiche Sponsoren kündigten ihre Werbeverträge mit ihm auf. Nach Einstellung des Prozesses im Sommer 2005 schaltete sein Hauptsponsor Nike wieder Reklame mit Kobe Bryant; unter anderem besaß Kobe auch ein eigenes Nike-Markenzeichen.

### Charakter
Nach der turbulenten Saison 2003/04, in der die Lakers die Finals als haushohe Favoriten gegen die Detroit Pistons verloren hatten, schrieb Trainer Phil Jackson in seinem Buch The Last Season: A Team in Search of Its Soul, dass Bryant extrem talentiert sei, aber auch einen befremdlichen Mix aus Arroganz, Borniertheit und Unreife zeige. Das zeige sich darin, dass er sich während seines Vergewaltigungsprozesses offenbar von den Lakers ungerecht behandelt fühlte, weil ihm das Lakers-gesponserte Flugzeug, in dem er zu den Prozessen flog, zu klein sei, und dass Bryant die Angewohnheit habe, ihm unliebsame Anweisungen scheinbar abzunicken und dann nicht umzusetzen. Bryant kommt in diesem Buch sehr negativ weg; im Vergleich zu dem als kindlich, aber loyal dargestellten Shaquille O’Neal (mit dem Bryant zu dieser Zeit eine langjährige Fehde hatte), den als professionellen Teamspielern beschriebenen Karl Malone, Rick Fox oder Derek Fisher oder dem ehrlich scheiternden Gary Payton.

## Sonstiges
- Seine Eltern benannten ihn nach dem bekannten Kobe-Steak aus Kōbe, Japan, nachdem sie es auf einer Speisekarte in einem Restaurant gelesen hatten.[15]
- Als High-School-Freshman trug Bryant zunächst die Rückennummer 24, bevor er zu Ehren seines Vaters zur 33 wechselte. Da er diese Rückennummer bei den Lakers nicht verwenden konnte (die 33 war von Kareem Abdul-Jabbar getragen worden und wird seitdem nicht mehr vergeben), wählte er zunächst die Nummer 8 – die Quersumme der Zahl 143, seiner Startnummer bei einem Sichtungswettbewerb. Zur Saison 2006/07 wechselte er zurück zur 24.[50]
- Kobe Bryant hatte sich selbst den Spitznamen „Black Mamba“ gegeben, weil er sich die Fähigkeiten der gleichnamigen Schlange in Präzision und Schnelligkeit als Vorbild für sein Basketballspiel genommen hatte.[1]
- Beim Slam Dunk Contest 2007 bewertete Bryant die Dunks zusammen mit Michael Jordan, Dominique Wilkins, Julius Erving und Vince Carter.[51]
- Am 16. März 2007 erzielte Kobe Bryant gegen die Portland Trail Blazers 65 Punkte. Zwei Tage später, am 18. März 2007, steuerte er 50 Punkte zum Sieg gegen die Minnesota Timberwolves bei. Fünf Tage später am 23. März 2007 erzielte Bryant 60 Punkte gegen die Memphis Grizzlies. Einen Tag darauf am 24. März 2007 erreichte er erneut die 50-Punkte-Marke, womit er viermal hintereinander 50 oder mehr Punkte machte. Am 25. März endete die Serie mit 43 Punkten gegen die Golden State Warriors. Nur Wilt Chamberlain erreichte (mit 7 Spielen) mehr Spiele in Folge, in denen er 50 oder mehr Punkte erzielte.[52]
- Am 3. März 2006 erreichte Kobe Bryant einen weiteren NBA-Rekord, als er im Alter von 27 Jahren und 192 Tagen den 16.000. Punkt seiner NBA-Karriere erzielte. Damit unterbot er den vorherigen Rekordhalter Wilt Chamberlain um vier Tage.[53]
- Am 26. Januar 2007 erzielte Bryant bei der 97:106-Niederlage seiner Los Angeles Lakers 32 Punkte und wurde mit 28 Jahren und 156 Tagen der bis dato jüngste Spieler, der die 18.000-Punkte-Marke durchbrach und löste wiederum Wilt Chamberlain als Rekordhalter ab.[54]
- Am 23. Dezember 2007 übersprang Bryant im Alter von 29 Jahren und 122 Tagen als jüngster Spieler die 20.000-Punkte-Hürde. Wilt Chamberlain als vorherigem Rekordhalter war das im Alter von 29 Jahren und 134 Tagen gelungen.[55]
- Am 7. Juli 2009 hielt Kobe Bryant zusammen mit Magic Johnson eine Rede bei der Trauerfeier für Michael Jackson im Staples Center Los Angeles.[56]
- Am 2. Februar 2010 erzielte er bei der 95:93-Niederlage gegen die Memphis Grizzlies 44 Punkte, mit denen er Jerry West als All-Time-Leading Scorer bei den Los Angeles Lakers ablöste.[57]
- Am 2. Februar 2011 erreichte Bryant 32 Punkte und 11 Assists in einem Sieg gegen die Houston Rockets[58] und konnte dabei den 5.000. Assist seiner Karriere für sich verbuchen. Er ist somit einer von sieben Spielern in der Geschichte der NBA, die 25.000 Punkte, 5.000 Rebounds und 5.000 Assists erzielen konnten.[36]
- Am 27. März 2011 absolvierte Bryant sein 1.094 Spiel im Trikot der Lakers und löste damit Kareem Abdul-Jabbar als den Spieler, der die meisten Spiele für die Lakers bestritten hat, ab.[59]
- Am 26. Februar 2012 wurde er der Spieler mit den meisten Punkten in All-Star Games und überholte damit Michael Jordan. Am 19. Februar 2017 wurde er seinerseits von LeBron James abgelöst.[48]
- Am 5. Dezember 2012 erzielte Bryant seinen 30.000. Punkt. Diesen Wert erreichten vor ihm nur Wilt Chamberlain, Michael Jordan, Karl Malone und Kareem Abdul-Jabbar.[60] Nach ihm erzielten Dirk Nowitzki und LeBron James ebenfalls über 30.000 Punkte. (Stand: 7. August 2024)
- Am 11. November 2014 verbuchte Bryant den 13.418 verworfenen Feldwurf seiner Karriere und löste damit den ehemaligen Boston-Celtics-Spieler John Havlicek ab, der zuvor den Rekord für die meisten verworfenen Würfe in der NBA-Geschichte hielt.[61]
- In einer feierlichen Zeremonie am 18. Dezember 2017 verkündeten die Lakers, die Rückennummern 8 und 24, die Bryant getragen hatte, nicht mehr vergeben zu wollen.[62]
- Sein Name wird im Computerspiel Counter-Strike: Global Offensive gebraucht, wenn jemand erfolgreich einen Gegner mit einem Granatenwurf ausschaltet („KOBE!“). Das bezieht sich auf seine legendäre Wurfgenauigkeit.[63]
- Pau Gasol und dessen Frau gaben ihrer Tochter (* 2020) den Namen Elisabet „Gianna“. Dies geschah in Gedenken an seinen Teamkollegen und Freund Bryant sowie dessen Tochter „Gianna“.[64]
- Seit 2022 ist Bryant zusammen mit seiner ebenfalls verunglückten Tochter Gianna Namensgeber des neugegründeten Kobe & Gigi Bryant WNBA Advocacy Awards der Women’s National Basketball Association für Verdienste um die Förderung von Mädchen- und Damenbasketball sowie der Fürsprache zugunsten der WNBA. Erster Preisträger war Chris Paul, der als Zuschauer bei WNBA-Spielen häufig einen orangefarbenen WNBA-Hoodie ähnlich Bryants getragen hatte.[65]